# Hochplatte (Ammergauer Alpen)

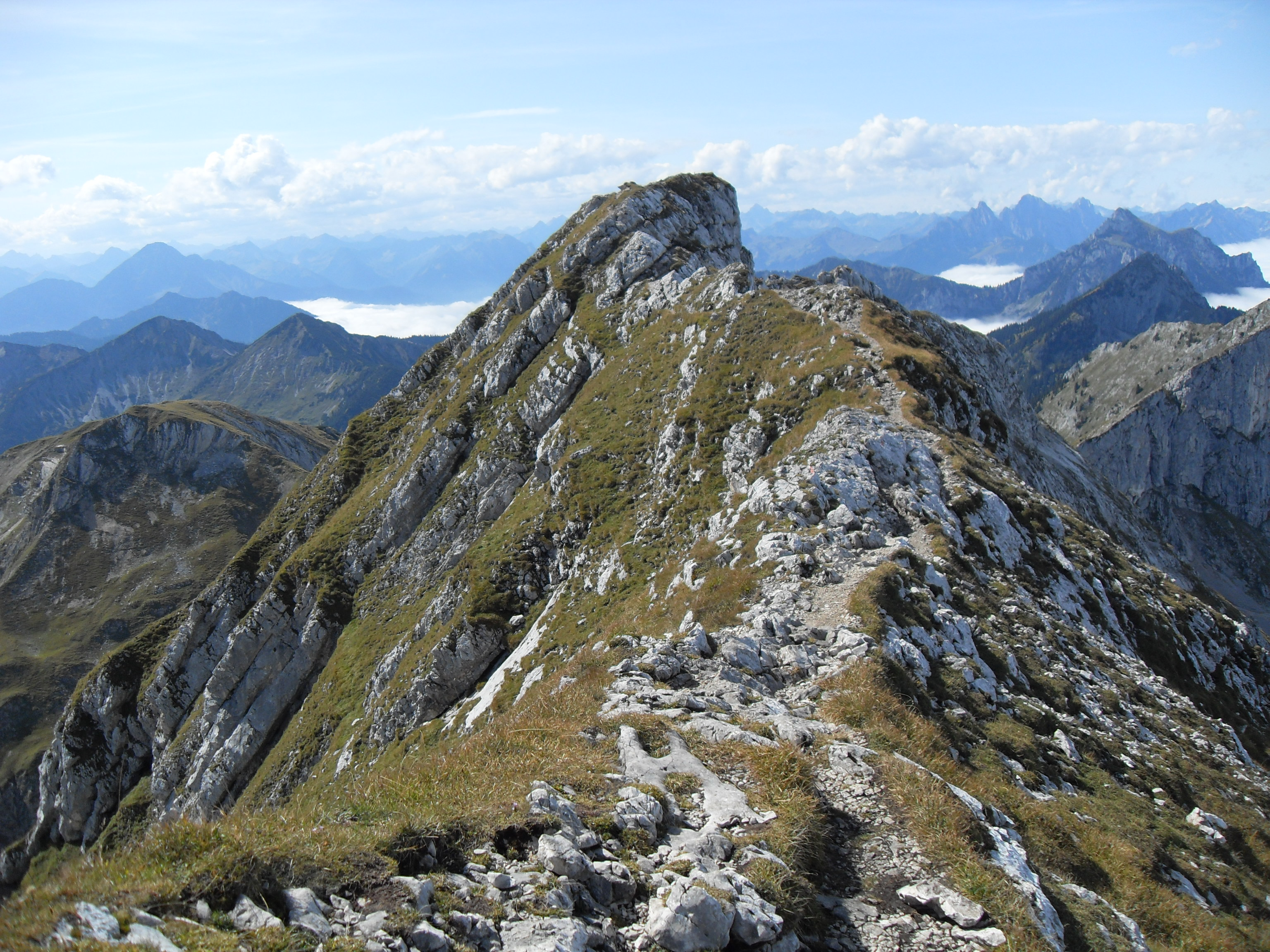
Gipfelgrat der Hochplatte

Die Hochplatte ist ein 2082 m ü. NHN hoher Berg in den Ammergauer Alpen und die höchste Erhebung im Landkreis Ostallgäu. Zur besseren Unterscheidung von anderen Bergen dieses Namens in den Nördlichen Kalkalpen wird er auch als Ammergauer Hochplatte bezeichnet. Er ist eine markante, die Umgebung deutlich überragende Felsplatte aus Wettersteinkalk mit zwei Gipfeln, die etwa 200 m voneinander entfernt liegen. Der östliche Gipfel ist zwar etwas niedriger (2079 m), auf ihm steht aber ein Gipfelkreuz. Aufgrund der exponierten Lage als Aussichtsberg ist die Hochplatte ein beliebtes Ausflugsziel für Wanderungen und Skitouren.

## Lage
Der Gipfel liegt etwa sieben Kilometer östlich von Füssen im deutschen Bundesland Bayern. Benachbarte Berge sind im Westen (nach Füssen hin) und Nordwesten Krähe, Gabelschrofen, Gumpenkarspitze und Geiselstein 1884 m ü. NHN und nördlich der Firstberg 1783 m ü. NHN. Östlich liegt die Scheinbergspitze 1929 m ü. NHN. Nach Süden hin fällt das karstige Gelände zum Ammersattel hin ab. Die Hochplatte liegt im Naturschutzgebiet Ammergebirge (NSG-00274.01).

## Stützpunkt und Touren
- Der leichteste Weg auf die Hochplatte führt von der Kenzenhütte 1294 m ü. NHN aus über die Scheinbergalpe und danach durch Karstgelände über die Ostseite zum Gipfel. Dauer der Besteigung laut Literatur ca. zweieinhalb Stunden. Tatsächlich sollte mit mindestens 3 Stunden gerechnet werden.
- Eine etwas anspruchsvollere Tour (T4) mit leichten Kletterstellen im Schwierigkeitsgrad UIAA I führt über das Fensterl, den Sattel zwischen Krähe und Hochplatte, über den Westgrat zum Gipfel. An schwierigen Stellen sind Drahtseilversicherungen vorhanden.

## Galerie

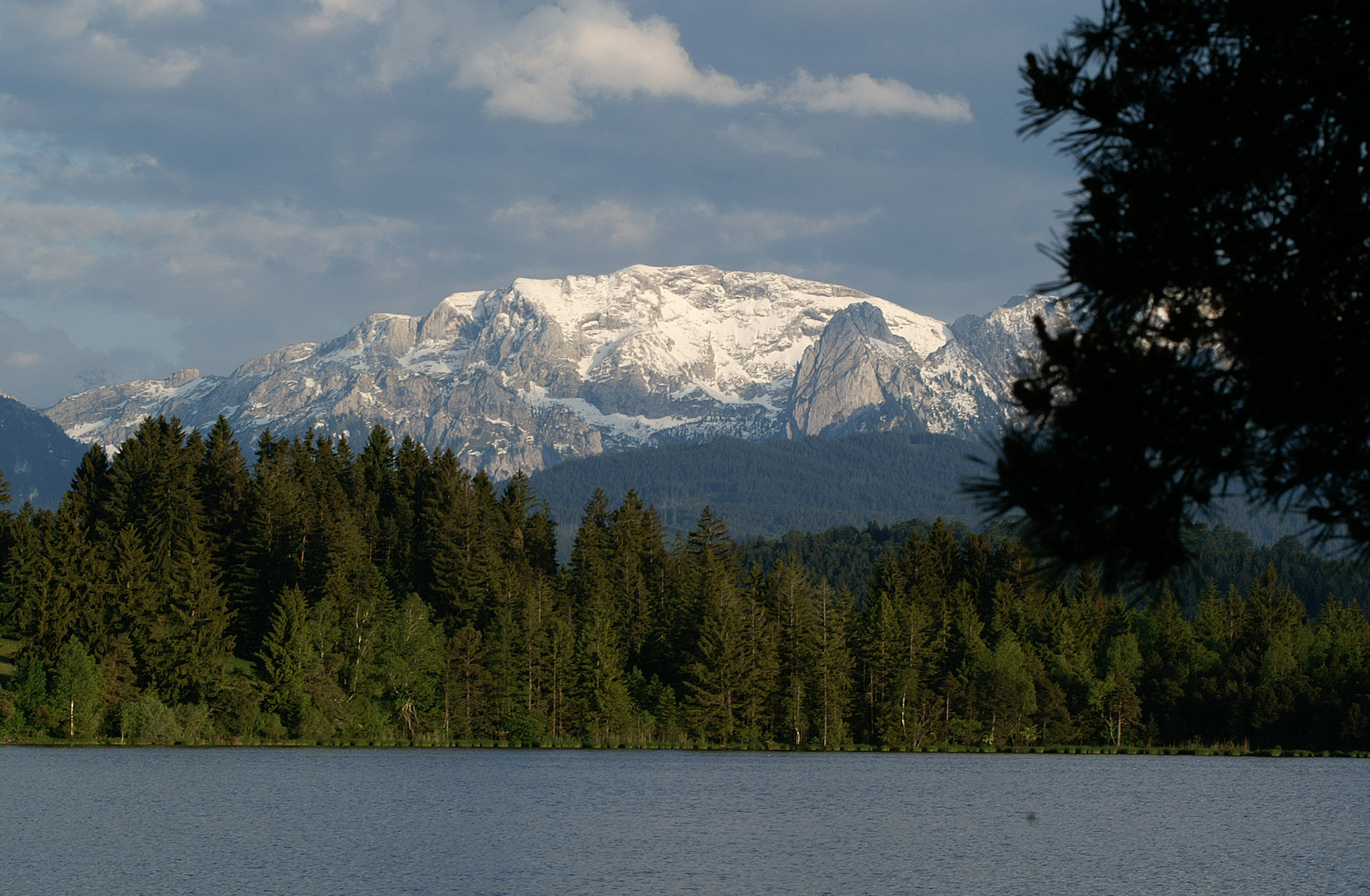
Schmutterweiher mit Hochplatte
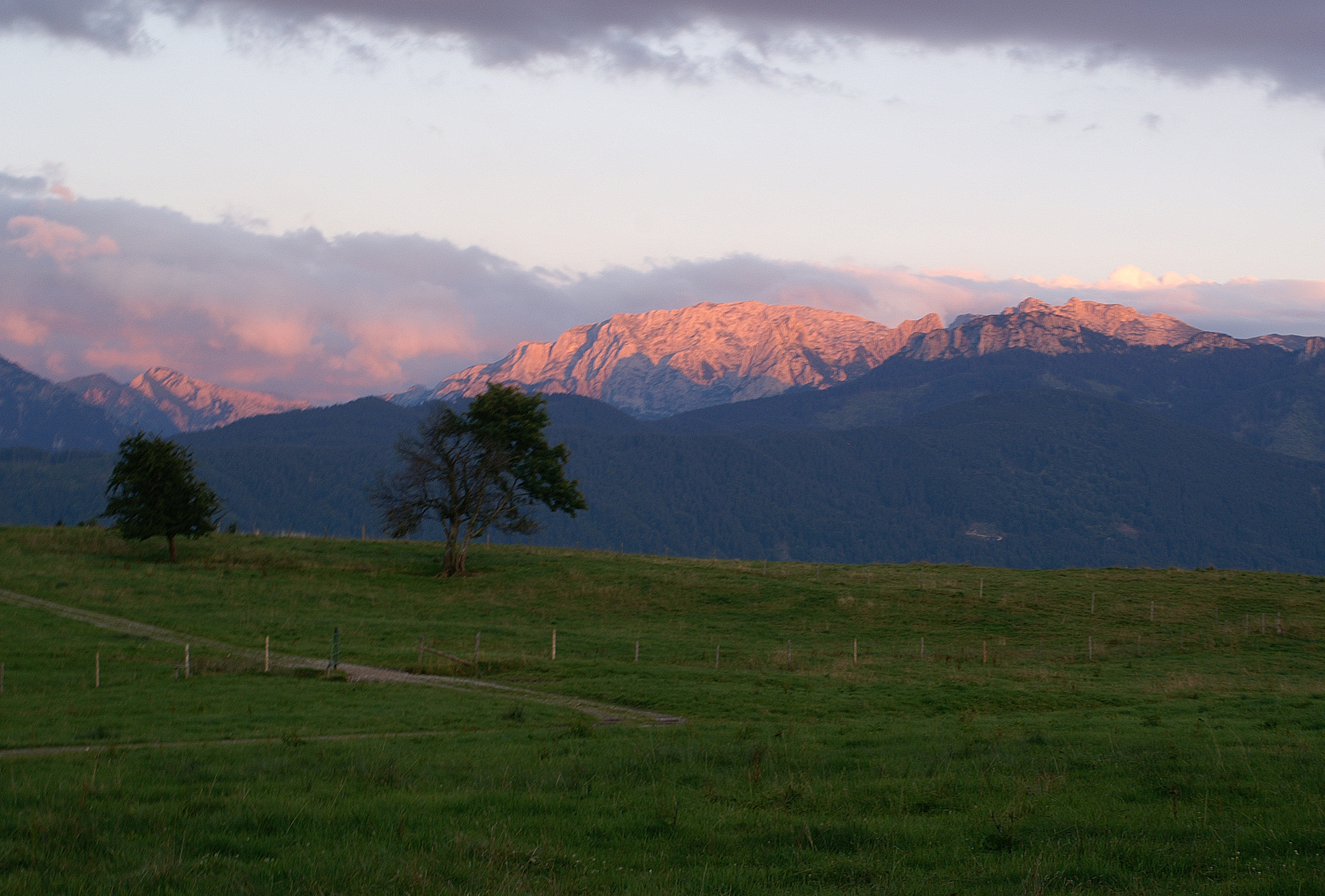
Hochplatte im Abendrot
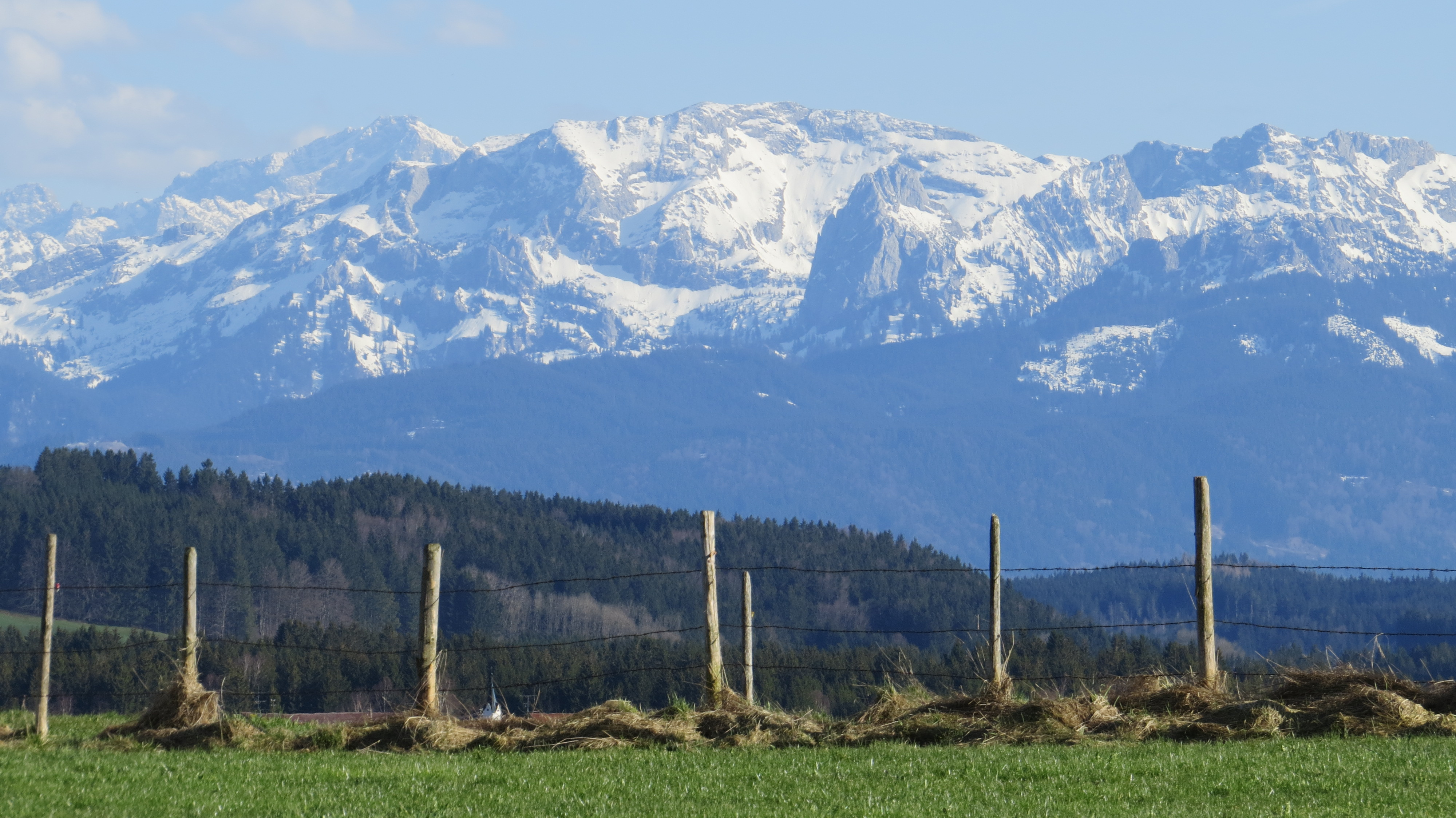
Hochplatte von Nordwesten
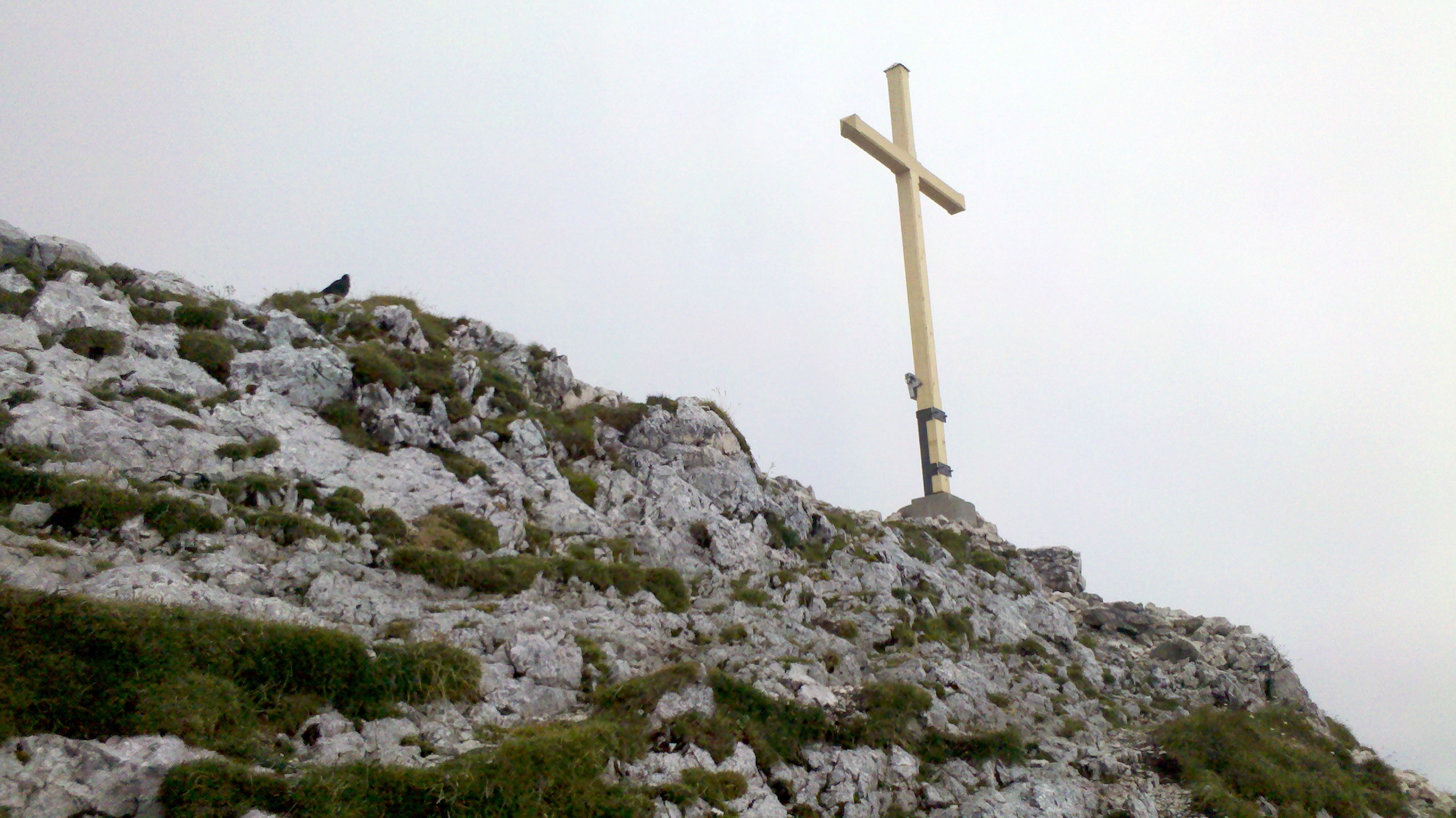
Gipfelkreuz